# Krynauw Otto
Pour les articles homonymes, voir Otto.
Pas d'image ? Cliquez ici

a Compétitions nationales et continentales officielles uniquement.

b Matchs officiels uniquement.
Dernière mise à jour le 10 mai 2025.
Krynauw Otto, né le 8 octobre 1971 à Belfast (Afrique du Sud), est un joueur de rugby à XV sud-africain qui représente l'équipe d'Afrique du Sud entre 1995 et 2000. Il évolue au poste de deuxième ligne (2,00 m pour 116 kg).

## Biograpĥie
Krynauw Otto évolue pour la province sud-africaine de Currie Cup des Blue Bulls (ancienne équipe du Northern Transvaal).
Il effectue son premier test match avec les Springboks le 30 mai 1995 à l'occasion d'un match contre l'équipe de Roumanie (victoire 21-8). Son dernier test match est contre l'équipe d'Australie, le 8 juillet 2000.
Il remporte la Coupe du monde 1995.
Il est contraint de prendre sa retraite de joueur prématurément en août 2000, à la suite d'un hématome sous-dural subi lors de son dernier match en sélection,.

## Palmarès

### Avec les Springboks
- 38 sélections
- 1 essai
- 5 points
- Sélections par saison : 3 en 1995, 9 en 1997, 12 en 1998, 10 en 1999, 4 en 2000.
- Participation à la Coupe du monde 1995 (3 matchs, 1  comme titulaire), victoire finale.
- Participation à la Coupe du monde 1999 (6 matchs, 5 comme titulaire), 3e place.